# Ниншань
Нинша́нь (кит. упр. 宁陕, пиньинь Níngshǎn, буквально: «умиротворённая Шэньси») — уезд городского округа Анькан провинции Шэньси (КНР).

## История
При империи Цин в 1783 году на стыке пяти уездов — Чанъань, Чжэньань, Чжоучжи, Шицюань и Янсянь — в горном проходе Улан был создан Уланский комиссариат (五郎厅), подчинённый напрямую властям провинции Шэньси. К 1800 году там возникло укрепление, получившее название «посёлок Ниншань» (宁陕镇), и комиссариат был переименован в Ниншаньский (宁陕厅). От властей провинции он был передан в подчинение Ханьчжунской управе (汉中府), а затем переведён в подчинение Синъаньской управе (兴安府).
После Синьхайской революции была проведена реформа структуры административного деления , и в 1913 году управы и области были упразднены; на основе Ниншаньского комиссариата был создан уезд Ниншань.
В 1951 году был создан Специальный район Анькан (安康专区), и уезд вошёл в его состав. В 1958 году уезды Хуаинь и Ниншань были присоединены к уезду Шицюань, но в 1961 году воссозданы. В 1968 году Специальный район Анькан был переименован в Округ Анькан (安康地区).
В 2000 году были расформированы округ Анькан и город Анькан и образован городской округ Анькан.

## Административное деление
Уезд делится на 11 посёлков.